# Myosotis solange
Myosotis solange ist eine Pflanzenart aus der Gattung Vergissmeinnicht (Myosotis). Der Name „Myosotis solange“ leitet sich von der deutschen Übersetzung „Vergiss mein nicht so lange“ ab.

## Merkmale
Myosotis solange ist ein ausdauernder Horst-Hemikryptophyt, der Wuchshöhen von (2) 4 bis 6 (10) Zentimeter erreicht. Die Art ist sehr klein, polsterbildend und bildet zahlreiche sterile Triebe aus. Der Stängel ist kriechend bis aufsteigend, am Grund abstehend und oberwärts angedrückt behaart. Die Blätter sind lanzettlich-spatelig. Die Wickel sind wenigblütig und haben keine Tragblätter. Die Krone ist dunkelblau und hat einen Durchmesser von 3 Millimeter. Die Röhre ist kürzer als der Kelch.
Die Blütezeit reicht von Juli bis Oktober.

## Vorkommen
Myosotis solange ist auf Kreta endemisch. Die Art ist nur von einem Fundort aus den Lefka Ori bekannt, hier wächst sie in Igelpolsterheiden in einer Höhe von 2100 Meter.